# Born Under a Bad Sign
Born Under a Bad Sign é o segundo álbum do guitarrista e cantor estadounidense Albert King, lançado em 1967. Este disco foi um dos mais populares e influentes álbuns de Blues do final da década de 1960.  Foi reconhecido pelos institutos Grammy Hall of Fame, Blues Foundation Hall of Fame e pela revista Rolling Stone.

## Composição
Este foi o primeiro disco de Albert King lançado pela Stax Records, é composto de singles gravados entre 3 de março de 1966 e 9 de junho de 1967 com algumas faixas adicionais gravadas em estúdio. Acompanhando Albert King que toca guitarra e canta, estava a "banda da casa" da gravadora Booker T. & the M.G.'s com participação de The Memphis Horns.

## Lista de faixas

### Álbum original
| Lado A |                         |                                                                          |         |  |
| N.º    | Título                  | Compositor(es)                                                           | Duração |  |
| 1.     | "Born Under a Bad Sign" | William Bell, Booker T. Jones                                            | 2:47    |  |
| 2.     | "Crosscut Saw"          | R.G. Ford                                                                | 2:35    |  |
| 3.     | "Kansas City"           | Jerry Leiber, Mike Stoller                                               | 2:33    |  |
| 4.     | "Oh, Pretty Woman"      | A.C. Williams                                                            | 2:48    |  |
| 5.     | "Down Don't Bother Me"  | Albert King                                                              | 2:10    |  |
| 6.     | "The Hunter"            | Booker T. Jones, Carl Wells, Steve Cropper, Donald Dunn, Al Jackson, Jr. | 2:45    |  |

| Lado B |                              |                           |         |  |
| N.º    | Título                       | Compositor(es)            | Duração |  |
| 1.     | "I Almost Lost My Mind"      | Ivory Joe Hunter          | 3:30    |  |
| 2.     | "Personal Manager"           | Albert King, David Porter | 4:31    |  |
| 3.     | "Laundromat Blues"           | Sandy Jones               | 3:21    |  |
| 4.     | "As The Years Go Passing By" | Deadric Malone            | 3:48    |  |
| 5.     | "The Very Thought of You"    | Ray Noble                 | 3:46    |  |

### Relançamentos
Em 1998 a Sundazed Records relançou o álbum com duas faixas bônus adicionais, ambas escritas por Albert King. Essas faixas era a rara versão mono lados B de singles "Funk-Shun" e "Overall Junction", que apareceram originalmente nos singles "Laundromat Blues" e "Oh, Pretty Woman" respectivamente. Esta versão também acompanha o prefácio original de Deanie Parker e um novo texto do crítico musical Bill Dahl. Nunca foi lançada em CD está disponível somente em LP Vinil.

### Remasterização
Uma remasterização do álbum foi lançada em 2013 contendo faixas bônus.

## Créditos
- Albert King – guitarra e vocais
- Steve Cropper – guitarra rítmica
- Booker T. Jones – orgão, piano
- Isaac Hayes – piano
- Donald "Duck" Dunn – baixo
- Al Jackson, Jr. – bateria
- Wayne Jackson – trompete
- Andrew Love – saxofone tenor
- Joe Arnold – saxofone barítono, flauta